# Rasa de Martins
La Rasa de Martins és un torrent afluent per la dreta de la Riera de Madrona que neix a ponent de la masia de l'enclavament de Sant Mer. De direcció global cap a les 7 del rellotge, desguassa al seu col·lector a poc més de 300 m. al sud-est de la masia de Rafel després de deixar a llevant la masia de Martins que li dona nom.

## Municipis per on passa
Des del seu naixement, la Rasa de Martins passa successivament pels següents termes municipals.
|                                                                                              | Longitud (en m.) | % del recorregut |
| -------------------------------------------------------------------------------------------- | ---------------- | ---------------- |
| Fent frontera entre el municipi de Pinell de Solsonès i l'enclavament de Sant Mer (Bassella) | 304              | 10,46%           |
| Per l'interior del municipi de Pinell de Solsonès                                            | 2.601            | 89,54%           |

## Xarxa hidrogràfica
La seva xarxa hidrogràfica està constituïda per 12 cursos fluvials la longitud total dels quals suma 8.367 m.

### Afluents destacables
- La Rasa de Cavallolet

### Distribució municipal
El conjunt de la xarxa hidrogràfica transcorre pels següents termes municipals: